# Japanische Invasion Thailands
1941

Thailand – Malaiische Halbinsel – Pearl Harbor – Hongkong – Philippinen – Guam – Wake – Force Z – Borneo
1942

Burma – Rabaul – Singapur – Sumatra – Timor – Australien – Java – Salamaua–Lae – Bougainville/Buka – Shortland-Inseln – Indischer Ozean – Port Moresby – Tulagi – Korallenmeer – Midway – Nordamerika – Buna-Gona – Kokoda-Track – Nauru/Ocean Island
Die japanische Invasion Thailands fand am 8. Dezember 1941 statt und war ein fünf Stunden andauernder Konflikt zwischen dem Königreich Thailand und dem japanischen Kaiserreich. Trotz der Brutalität des Kampfes in Südthailand kam es schnell zu einem Waffenstillstand. Auf Druck von japanischer Seite hin verbündete sich Thailand mit Japan, erklärte den Alliierten den Krieg und trat damit in den Zweiten Weltkrieg ein. Das Bündnis bestand bis zum Ende des Krieges.

## Vorgeschichte

### Thailand
Im Juni 1940 schloss der Premierminister Thailands Phibun Songkhram einen Nichtangriffspakt mit Großbritannien. Trotzdem griff Thailand Ende 1940 Französisch-Indochina an, in dem Bewusstsein, dass das Vichy-Regime nach der Niederlage im Westfeldzug nicht in der Lage war, die Kolonien in Fernost zu unterstützen. Das Ziel war, Gebiete, die Thailand infolge des Französisch-Siamesischen Krieges 1893 verloren hatte, zurückzuerobern. Der Französisch-Thailändische Krieg wurde durch Vermittlung Japans am 9. Mai 1941 beendet.
Im Februar 1941 begannen die Briten Vermutungen anzustellen, dass die japanische Armee ihre Besitzungen in Südostasien angreifen und dafür Stützpunkte in Thailand errichten könnte.

### Japan
Das Kaiserreich Japan plante zur Errichtung der „Großostasiatischen Wohlstandssphäre“ auch die britischen Kolonien Malaya und Burma (heute Myanmar) anzugreifen. Zu diesem Zweck wollte es die thailändischen Häfen, Eisenbahnen und Flugplätze nutzen. Ein Konflikt mit dem thailändischen Militär sollte vermieden werden, weil das die Angriffe verzögern und das Element der Überraschung reduzieren würde. Tatsächlich führte das japanische Kaiserreich geheime Verhandlungen mit dem thailändischen Premierminister Phibun Songkhram um einen kampflosen Durchmarsch durch thailändisches Gebiet. Phibun reagierte positiv auf diese Verhandlungen, wurde später aber unsicher, wegen des mit Großbritannien abgeschlossenen Nichtangriffspaktes. Bemühungen, von den USA oder Großbritannien Garantien für den Fall eines japanischen Einmarsches zu erhalten, waren nicht von Erfolg gekrönt. Einzig Winston Churchill war bereit, eine öffentliche Warnung auszusprechen, dass ein Angriff auf Thailand eine britische Kriegserklärung zur Folge hätte. Aber die USA waren damit nicht einverstanden und Großbritannien war nicht darauf vorbereitet, dort allein Krieg zu führen.

#### Der japanische Plan für die Südoperationen
Die Anzahl der Divisionen, die das japanische Heereshauptquartier für die Südoperationen einsetzen konnte, betrug elf von insgesamt 51 Divisionen.
Das Hauptziel der südlichen Operationen war es, an die  Ölressourcen in Niederländisch-Ostindien zu gelangen. Die Idee der südlichen Operationen bestand darin einen plötzlichen Angriff auf British Malaya und die von den USA regierten Philippinen zu unternehmen. Damit sollte  eine schnelle Eroberung Niederländisch-Ostindiens ermöglicht werden, deren Ressourcen zu sichern und eine Verteidigungslinie entlang der Sundainseln zu errichten.

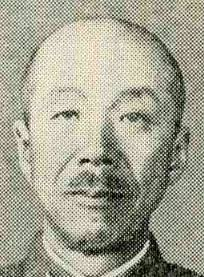
Generalleutnant Iida Shōjirō, Befehlshaber der 15. Armee

Für diese Operationen stellte die Kaiserliche Armee die Südarmee auf. Dazu gehörte auch die 15. Armee, bestehend aus der 33. und der 55. Division als Kern. Sie wurde vorgesehen um Thailand zu stabilisieren und dann nach Burma zu ziehen. In der Anfangsphase sollte die Armee die Division der Kaiserlichen Garde befehligen. Die Hauptstreitkräfte der 55. Division werden dazu in Nordfranzösisch-Indochina bereitgestellt und die 33. Division in Nordchina.
Am 8. September 1941 berichtete der Chef des Generalstabs der Armee, Sugiyama Hajime, dem Kaiser über folgende Mobilmachung:
Erste Oktoberhälfte: Die 16. Division (Division Kyōto – aufgestellt, um zusammen mit der 48. Division die erste Landung auf den Philippinen durchzuführen), die 55. Division (Division Zentsūji – aufgestellt, um Thailand zu sichern und das Grenzgebiet zwischen Thailand und Burma zu besetzen), ein Drittel der 56. Division (Division Kurume), (Sakaguchi Detachment – aufgestellt, um Guam zu erobern).

#### Der japanische Aufmarsch
Am 2. Dezember 1941 gab das japanische Oberkommando den Befehl „Besteigt den Berg Nitaka“ (新高山登れ) und damit den Befehl zum Ausbruch des Krieges im Pazifik. Zwei Tage später verließ die Flotte für die vorgesehenen Landungen in Thailand und Malaya ihre Stützpunkte auf Hainan im Süden Chinas. Sie bestand aus 18 Transportschiffen mit 26.640 Mann, einem Schweren Kreuzer, einem Leichten Kreuzer und 12 Zerstörern. Am 5. Dezember kamen dann noch einige Minensuchboote, U-Jäger und der Minenleger Hatsutaka mit zwei Transportern und am 6. Dezember der Leichte Kreuzer Kashii mit vier und das Patrouillenschiff Shimushu mit drei weiteren Transportern hinzu.
Der Konvoi wurde am 6. Dezember südlich von Kap Cà Mau (südlichster Punkt Vietnams) von zwei australischen Aufklärern gesichtet und gemeldet. Der Oberbefehlshaber des britischen Fernost-Kommandos Robert Brooke-Popham wurde informiert, aber da Großbritannien sich nicht im Krieg mit Japan befand und auch keine offensichtlichen Aktionen gegen britische Besitzungen oder Thailand stattgefunden hatten, war er nicht autorisiert Gegenmaßnahmen einzuleiten. Er gab nur den Befehl, den Konvoi weiter zu beobachten.
Am 7. Dezember teilte sich die Invasionsstreitmacht. Für die Landungen in Thailand blieben der Leichte Kreuzer Kashii mit sechs Zerstörern und sieben Transportern und die Fregatte Shimushu mit insgesamt vier Transportschiffen. Um 11:00 Uhr wurde der Thailändischen Regierung ein Ultimatum überreicht, mit der Forderung, den japanischen Streitkräften den Einmarsch zu erlauben. Eine Antwort wurde innerhalb von zwei Stunden erwartet.

## Die japanische Invasion

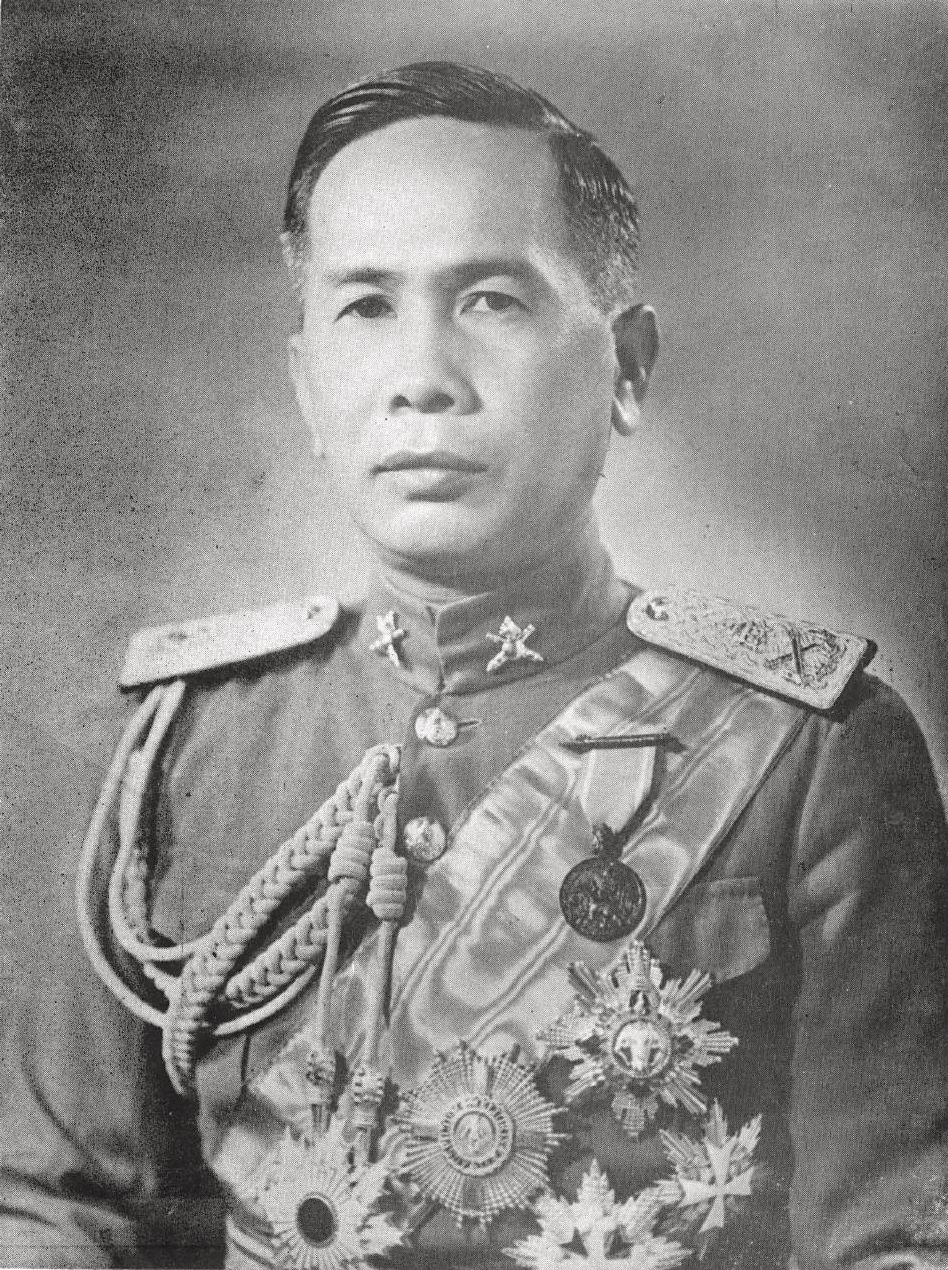
Der thailändische Premierminister Plaek Phibunsongkhram

Nach den Sichtungen der Invasionsflotte war es dem britischen Oberkommando klar, dass sowohl Thailand, als auch Malaya und Burma gefährdet waren. Der britische Premierminister Winston Churchill sandte einen Aufruf an den Thailändischen Premier Phibunsongkhram:

„Es besteht die Möglichkeit einer direkt bevorstehenden japanischen Invasion Ihres Landes. Wenn Sie angegriffen werden, verteidigen Sie sich. Die Erhaltung wahrer Unabhängigkeit und Souverinität Thailands ist im britischen Interesse und wir werden einen Angriff auf Sie wie einen Angriff auf uns selbst ansehen.“

Es war zu spät, die japanischen Truppen marschierten wenige Stunden, nachdem Thailand nicht auf das Ultimatum reagiert hatte in der Nacht auf den 8. Dezember von Indochina aus in Thailand ein. Gleichzeitig landeten sie südlich von Bangkok in der Provinz Samut Prakan und an verschiedenen Stellen am Isthmus von Kra und zwar in den Provinzen Nakhon Si Thammarat, Prachuap Khiri Khan, Surat Thani, Songkhla und Pattani. Die beiden letzten Provinzen, ganz im Süden gelegen, waren besonders wichtig für die japanische Armee, weil sie von dort aus leicht in British Malaya und damit in Richtung Singapur einmarschieren konnten.
Angesichts der Landungen debattierte die thailändische Regierung ohne Premierminister Phibunsongkhram, der nicht ausfindig gemacht werden konnte, über ihre Optionen. Einige waren für Widerstand inklusive einer Exilregierung. Phibunsongkhram hatte keine Informationen über das japanische Ultimatum, bis er am späten Vormittag kam und die Entscheidung fiel, das Ultimatum zu akzeptieren.
In der Provinz Samut Prakan mit der Hauptstadt Bangkok gab es keinen thailändischen Widerstand, weil die japanischen Truppen vorläufig auf eine sofortige Besetzung Bangkoks verzichteten. Ebenso trafen die japanischen Truppen, die von Indochina aus die Grenzen überschritten, auf keine Gegenwehr.
In den Provinzen im Süden war es anders, dort kämpften reguläre Militäreinheiten, Polizisten und sogar freiwillige Zivilisten gegen die japanischen Landungstruppen. Mittags bzw. Nachmittags bekamen sie dann den Befehl, wegen der Annahme des Ultimatums das Feuer einzustellen. Auf beiden Seiten gab es Verluste im niedrigen dreistelligen Bereich.

## Nachwirkungen
Phibunsongkhrams Entscheidung das Ultimatum anzunehmen und nahezu kampflos einen Waffenstillstand abzuschließen beendete Winston Churchills Hoffnungen, eine Allianz mit Thailand zu schmieden. Phibun gab Japan auch die Erlaubnis, Thailand als Basis für Operationen gegen British Malaya zu nutzen. Innerhalb weniger Stunden nach dem Waffenstillstand landeten die ersten japanischen Kampfflugzeuge auf dem Flughafen in Songkhla im Süden Thailands und nahe an British Malaya und Singapur.
Am 14. Dezember unterzeichnete Premier Phibun ein geheimes Abkommen mit Japan, das den Einsatz thailändischer Truppen in British Malaya und Burma vorsah. Ein Bündnis zwischen Japan und Thailand wurde formell am 21. Dezember 1941 unterzeichnet und am 25. Januar 1942 erklärte Thailand den USA und dem Britischen Empire den Krieg. Der thailändische Botschafter in London übergab ordnungsgemäß die Kriegserklärung, der Botschafter in Washington, D.C. allerdings weigerte sich und organisierte die Bewegung Freies Thailand.